# Rajiv Ramsahai
Rajiv Ramsahai (Paramaribo, 1990) is een Surinaams politicus. Sinds circa 2011 was hij gedurende twee termijnen lid van het Nationale Jeugdparlement. In 2015 ruilde hij dit lidmaatschap in, toen hij voor de Nationale Democratische Partij (NDP) werd voor de periode van vijf jaar gekozen tot lid van De Nationale Assemblée (DNA).

## Biografie
Ramsahai werd geboren in Paramaribo en verhuisde later naar Nieuw-Amsterdam in Commewijne. Hij studeerde bedrijfskunde aan de Anton de Kom Universiteit van Suriname.
Hij was sinds circa 2011 lid van het Nationale Jeugdparlement. In 2013 werd hij hier herkozen voor een periode van drie jaar. Ondertussen was hij sinds minstens 2012 politiek gelieerd, als lid voorzitter van het jongerenbestuur van de NDP. In deze jaren organiseerde hij een sporttoernooi voor Voj-scholen in Commewijne en organiseerde hij sportmateriaal voor de muloschool van Meerzorg. In 2014 zat hij als oudste lid het jeugdparlement tijdelijk voor om de verkiezing van een nieuwe parlementsvoorzitter te leiden.
Ondertussen kandideerde hij voor DNA tijdens de landelijke parlementsverkiezingen van 2015, als tweede op de lijst van de NDP in zijn district Commewijne. Hij werd verkozen en maakte zijn entree in DNA. Hij was hiermee het jongste lid van de NDP in het parlement. Zijn campagneleider was Immilioh Lens. In DNA richt hij zich op de terreinen Sport- en Jeugdzaken; Openbare Werken, Transport en Communicatie en Landbouw, Veeteelt en Visserij. Hij verwierf geen zetel tijdens deze verkiezingen.
Eind februari 2020 deed de VHP aangifte bij de procureur-generaal tegen Ramsahai vanwege vermeende verspreiding van nepnieuws via Facebook.